# Större kornellmal
Större kornellmal (Antispila metallella) är en fjärilsart som först beskrevs av Michael Denis och Ignaz Schiffermüller 1775.  Större kornellmal ingår i släktet Antispila, och familjen hålmalar, (Heliozelidae). Arten är reproducerande i Sverige.

## Bildgalleri

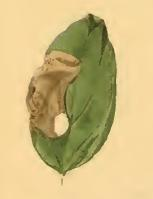
Mina
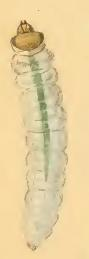
Fjärilens larv